# Alvarezsauroidea
Alvarezsauroidea é um grupo de pequenos dinossauros terópodes maniraptoranos. Alvarezsauroidea, Alvarezsauridae e Alvarezsauria são nomeados para o historiador Don Gregorio Álvarez, não o físico mais familiar Luis Alvarez, ou seu filho geólogo Walter Alvarez, que propôs conjuntamente que o evento de extinção Cretáceo-Paleogeno foi causado por um evento de impacto. O grupo foi proposto formalmente pela primeira vez por Choiniere e colegas em 2010, para conter a família Alvarezsauridae e alvarezsauróides não-alvarezsaurídeos, como Haplocheirus, que é o mais basal dos Alvarezsauroidea (do Jurássico Superior, Ásia). A descoberta de Haplochierus estendeu a evidência estratigráfica para o grupo Alvarezsauroidea cerca de 63 milhões de anos no passado. A divisão de Alvarezsauroidea em Alvarezsauridae e não-alvarezsaurídeos alvarezsauróides é baseada em diferenças em sua morfologia, especialmente na morfologia da mão.

## Classificação
A colocação filogenética de Alvarezsauroidea ainda não está clara. A princípio, eles foram interpretados como um grupo irmão de Avialae (pássaros) ou aninhados dentro do grupo Avialae e considerados aves que não voam, porque compartilham muitas características morfológicas com eles, como um crânio frouxamente suturado, um esterno quilhado, elementos do punho fundidos e um púbis direcionado posteriormente. Mas esta associação foi reavaliada após a descoberta das formas primitivas como Haplocheirus, Patagonykus e Alvarezsaurus, que não apresentam todas as características de pássaros como as primeiras espécies descobertas Mononykus e Shuvuuia.
|  | †Alvarezsaurus                                                  |
|  |                                                                 |
|  | \| \| †Achillesaurus \| \| \| \| \| \| †Patagonykus \| \| \| \| |
|  |                                                                 |
|  | †Achillesaurus                                                  |
|  |                                                                 |
|  | †Patagonykus                                                    |
|  |                                                                 |

|  | †Achillesaurus |
|  |                |
|  | †Patagonykus   |
|  |                |

|  | †Parvicursor  |
|  |               |
|  | †Shuvuuia     |
|  |               |
|  | †Mononykus    |
|  |               |
|  | †Albertonykus |
|  |               |

|  | †Alvarezsaurus                                                  |
|  |                                                                 |
|  | \| \| †Achillesaurus \| \| \| \| \| \| †Patagonykus \| \| \| \| |
|  |                                                                 |
|  | †Achillesaurus                                                  |
|  |                                                                 |
|  | †Patagonykus                                                    |
|  |                                                                 |

|  | †Achillesaurus |
|  |                |
|  | †Patagonykus   |
|  |                |

|  | †Parvicursor  |
|  |               |
|  | †Shuvuuia     |
|  |               |
|  | †Mononykus    |
|  |               |
|  | †Albertonykus |
|  |               |

|  | †Alvarezsaurus                                                  |
|  |                                                                 |
|  | \| \| †Achillesaurus \| \| \| \| \| \| †Patagonykus \| \| \| \| |
|  |                                                                 |
|  | †Achillesaurus                                                  |
|  |                                                                 |
|  | †Patagonykus                                                    |
|  |                                                                 |

|  | †Achillesaurus |
|  |                |
|  | †Patagonykus   |
|  |                |

|  | †Parvicursor  |
|  |               |
|  | †Shuvuuia     |
|  |               |
|  | †Mononykus    |
|  |               |
|  | †Albertonykus |
|  |               |

|  | †Alvarezsaurus                                                  |
|  |                                                                 |
|  | \| \| †Achillesaurus \| \| \| \| \| \| †Patagonykus \| \| \| \| |
|  |                                                                 |
|  | †Achillesaurus                                                  |
|  |                                                                 |
|  | †Patagonykus                                                    |
|  |                                                                 |

|  | †Achillesaurus |
|  |                |
|  | †Patagonykus   |
|  |                |

|  | †Parvicursor  |
|  |               |
|  | †Shuvuuia     |
|  |               |
|  | †Mononykus    |
|  |               |
|  | †Albertonykus |
|  |               |